# Итагин
Итагин, или кровавый фазан, или сермун (лат. Ithaginis cruentus) — вид птиц семейства фазановых, единственный вид рода Ithaginis. Выделяют 12 подвидов. Распространён в Азии.

## Описание
Самец кровавого фазана достигает длины от 44 до 48 см. Самки несколько меньше и достигают длины от 40 до 42 см. Масса — от 410 до 620 г.
Оперение очень мягкое, у птиц обоего пола также имеется хохол, который у самки немного короче. Хвост относительно короткий для фазанов, ступенчатый, состоящий из 14 перьев. Клюв короткий и сильно согнут вниз. Клюв чёрный с красным основанием. Голая кожа за глазами красная, во время размножения у самца принимает ярко-красный цвет. Ноги длинные по сравнению с телом и сильные. Их цвет ярко-красный.

## Распространение
Кровавый фазан обитает на западе Непала вплоть до северо-востока Индии, Бутана и северо-запада Мьянмы. Кроме того, он встречается в Тибете, в Юньнань и Ганьсу, Сычуань и Шэньси. Жизненное пространство — это леса и буш в высокогорьях. Летом он обитает на альпийских лугах выше границы леса, а также в можжевельниковых, рододендроновых, бамбуковых и сосновых лесах. Зимой он спускается на более низкие высоты.